# Numero 47
Numero 47 è il primo album del gruppo Artificial Kid, formato dal rapper Danno, dal produttore StabbyoBoy (aka Stabber) e dal turntabler DJ Craim. È stato pubblicato nel 2009, in maniera autoprodotta, tramite King Kong Posse, collettivo di cui fanno parte gli stessi Danno e StabbyoBoy.

## Il disco
Il disco, considerato una pietra miliare nell'hip hop italiano, tratta temi attualissimi; l'artista si impersona in un androide (Numero 47, appunto) e narra attraverso ai suoi occhi la vita in un sistema distopico in cui l'uomo conduce una vita dissociata dalle sue stesse emozioni e sensazioni per garantire l'esistenza del "sistema perfetto", metafora di una società in cui l'individuo assume un valore sempre minore rispetto alla massa. 
Le tracce presentano un grandissimo numero di riferimenti a film e altre opere di fantascienza a cui l'artista si ispira per creare l'atmosfera adatta per costruire un mondo futuristico.
L'immaginario dell'album è fortemente cyberpunk.

## Tracce
1. Il Sistema
2. Assurdo
3. Deragliamento personale
4. Ipercubo
5. U-Topia
6. Rollerball
7. La verità
8. CPSOM
9. Dis-U-Topia

## Formazione
- Danno – rapping
- Stabber – produzione
- DJ Craim – scratch